# 浦野REN
浦野 REN（うらの れん、1960年8月11日 - 2023年8月10日）は、東京都出身の俳優。旧芸名：浦野 真彦、浦野 眞彦（うらの まさひこ）。
身長168cm、体重65kg、都立秋川高等学校出身、三喜プロモーション所属

## 出演

### テレビドラマ
- 金曜日の君たちへ（1982-1983年,TBS）
- あきれた刑事（1988年）
- 勝手にしやがれヘイ!ブラザー（1989年）
- 付き馬屋おえん事件帳 第1話（1990年、テレビ東京）
- ホットドック（1990年、TBS）
- 刑事貴族 第1話（1990年、日本テレビ）
- 女無宿人 半身のお紺 第6話（1991年、テレビ東京）
- それでも家を買いました（1991年、TBS）- 社宅担当者
- 刑事貴族2 第17話（1992年、日本テレビ）
- 恐竜戦隊ジュウレンジャー（1992年-1993年、テレビ朝日） - 大サタン（声は加藤精三）役
- 八百八町夢日記 第25話「悪女の秘めごと」（1992年、日本テレビ）
- 鬼平犯科帳 第4シリーズ第10話（1993年、フジテレビ）
- はぐれ刑事純情派 第7シリーズ第12話（1994年、テレビ朝日）
- 八代将軍吉宗（1995年、NHK）
- 御家人斬九郎 第4話（1995年、フジテレビ）
- 姫将軍大あばれ 第22話（1995年、テレビ東京）
- 銭形平次 第5シリーズ第3話「深夜の告白」（1995年、フジテレビ）
- 名奉行 遠山の金さん 第6シリーズ第16話「女金貸しの仇討ち」（1994年11月10日、テレビ朝日）市川数馬 役、第7シリーズ第10話「赤猫まねき!?狙撃された桜吹雪」（1995年11月30日、テレビ朝日）源次 役、第18話「復讐の女! 雨の仕掛け長屋」（1996年2月29日）権八 役
- 八丁堀捕物ばなし 第2シリーズ（1996年、フジテレビ）
- 君が人生の時 第2.10話（1997年、TBS）
- 恋のバカンス（1997年、日本テレビ）
- 音の犯罪捜査官・響奈津子2（1997年、フジテレビ）
- 部長刑事（1997年、朝日放送）
- 暴れん坊将軍VIII（1998年、テレビ朝日）

鬼平犯科帳 SP（2013年、フジテレビ） おんな城主直虎（2017年、NHK）

### 映画
- ミンボーの女（1992年）- 浦野真彦名義
- 平成無責任一家 東京デラックス（1995年）
- 静かなるドン THEMOVIE（1999年）
- Austin Powers in Gold Member（2002年）
- Wind Talkrs（2002年）
- SAYURI（2005年）
- Goal! The Deeam Begin（2006年）
- London（2006年）
- オーシャンズ13（2007年）